# Cryptops audax
Cryptops audax är en mångfotingart som beskrevs av Carl Graf Attems 1928. Cryptops audax ingår i släktet Cryptops och familjen Cryptopidae. Inga underarter finns listade i Catalogue of Life.